# Aux Animaux la guerre (roman)
Aux Animaux la guerre est un roman de Nicolas Mathieu publié en 2014 aux éditions Actes Sud et ayant obtenu plusieurs prix.

## Résumé
Vers 1965, le docteur Fabregas aide Pierre Duruy, un ancien de l'OAS comme lui, à quitter la clandestinité et repartir avec un petit pécule dans une ferme isolée des Vosges.
Dans les Vosges, durant les années 2000, Martel vivote entre son petit salaire d'ouvrier chez Velocia, quelques prestations non déclarées (dont videur de boîte de nuit, avec Bruce) et arnaque aux chèques-vacances du comité d'entreprise et la grosse dépense que représente le placement de sa mère en maison spécialisée.
À l'automne, les difficultés de l'entreprise s'aggravent et un plan social est annoncé et entraîne la venue de l'inspection du travail. L'entreprise récupère et déménage une machine-outil sans prévenir le comité d'entreprise.
En février, au retour d'une inspection chez le boucher Colignon, Rita croise la route d'une jeune femme égarée et manifestement en fuite et la recueille pour la nuit, avant qu'elle ne s'échappe au petit matin.
Un peu plus tôt, Martel est entré en contact par l'entremise de Bruce avec les Benbarek, délinquants notoires. Il leur est demandé d'enlever Victoria, une jeune prostituée de Strasbourg, Bruce se chargeant de la séquestrer dans une caravane à la ferme.

## Personnages

### Oran, 1961
- Pierre Duruy, employé administratif à la Capitainerie
- Louis Scagna, employé administratif aux Douanes
- Dr Fabregas, responsable à l'OAS, commanditaire d'assassinats ciblés (Latifa et Kamel Biraoui)

### Vosges, années 2000-2012
- Pierre Duruy, 70 ans, à La Ferme, gracié en 1968
  - son épouse Jeanne
  - sa fille Liliane, toujours là
  - sa petite-fille Lydie, 15-16 ans, en lycée professionnel, et son amie Nadia, et le nouveau Joe Dekkara, musicienne peut-être
    - Didier Deslicovic, son producteur

  - son petit-fils Bruce, 18-22 ans, violent (Sandra), culturiste, drogué, dealer, admirateur de Martel, et contact des Benbarek
- Rita Kleber, inspectrice du travail, quadragénaire
  - Duflot, collègue, mou
  - Halima Saraoui, nouvelle collègue, énergique
  - Laurent Debef, autrefois architecte, 5 ans de vie commune avec Rita (1988-1993 ?), désormais voisin vigilant
  - Jean-Philippe, vieux copain avocat au barreau d'Épinal
  - sa mère, et son frère mal dégrossi Gregory
- Usine Vélocia (sous-traitance pour PSA)
  - Martel, régleur, syndicaliste élu au CE, 1m95, trentenaire
  - Mme Sonia Meyer, et accessoirement DRH (Subodka (DG) et Caron (PDG)
  - Patrick Locatelli, collègue syndiqué, veuf de Christine, avec des visées sur Muriel (intérimaire), 45-50 ans
    - Jordan Locatelli, son fils (dé)scolarisé, 16-17 ans, ses copains (Lucas Riton Ladurte, Samir, Boris), et des visées sur Lydie

  - Léon Michel, collègue syndiqué
  - Serge Claudel, chef d'atelier
  - les trois derniers intérimaires : Bruce, Martial, Hamid (Marie-Rose, Younès, Mounir)
  - quelques silhouettes : Denis Demange, Roland Hirsch...
- les clans de caïds
  - les Benbarek
  - Viktor Tokarev, Jimmy Comore, Ossip...

## Éditions
- Aux animaux la guerre, Actes Sud, coll. « Actes noirs », 2014, 360 p.  (ISBN 978-2-330-03037-7)Réédition Actes Sud, coll. « Babel noir » no 147, 2016, 443 p. (ISBN 978-2-330-05864-7)

## Accueil
La réception francophone de ce roman social noir est très positive,,
.
Il est adapté à la télévision pour France 3, dans une série homonyme. Ce succès rassure enfin Nicolas Mathieu sur son état d'écrivain : « Jusqu'à mes 35 ans, j'ai bouffé de la vache enragée, je vivais de petits boulots. Longtemps, j'ai craint de m'être fourvoyé dans cette voie… ». L'adaptation est également très bien accueillie,.

## Distinctions
- prix Erckmann-Chatrian 2014[8]
- prix Transfuge du meilleur espoir Polar 2014 [9]
- prix Mystère de la critique 2015[10]
- prix du roman du Festival du goéland masqué 2015[11].

## Adaptation
- Aux animaux la guerre, 2018, série télévisée française en six épisodes